# Clint Davies
Clint Aaron Davies (* 24. April 1983 in Perth, Australien) ist ein ehemaliger australischer Fußballspieler. Der Torhüter war von 2002 bis 2006 als Profi in England aktiv, zumeist aber nur Ersatzspieler.

## Karriere

### Torhüter bei Birmingham City
Davies erlernte das Fußballspiel in Perth bei einem Klub namens Whitfords und wechselte mit 13 oder 14 Jahren auf die Hammers Academy, die zunächst mit Kingsway Olympic in Verbindung stand und später zu Inglewood United gehörte. 1999 absolvierte er ein mehrmonatiges Probetraining beim englischen Klub FC Southampton und spielte anschließend bei Birmingham City vor, die ihm ein dreijähriges Apprenticeship (dt. Ausbildung) anboten. Davies setzte sich zunächst im U-17- und U-19-Team von Birmingham durch und etablierte sich anschließend auch in der Reservemannschaft. 2001 und 2002 gewann er mit dem Jugendteam das Tournoi de Croix im französischen Croix.
Im Mai 2002 erhielt er seinen ersten Profivertrag, nachdem er bereits zuvor mehrfach als Ersatztorhüter zum Spieltagsaufgebot gehört hatte. Birmingham war 2002 erstmals in die Premier League aufgestiegen, aber während sein Landsmann Stan Lazaridis in der Spielzeit 2002/03 Leistungsträger im Aufgebot war, kamen auf der Torhüterposition Nico Vaesen (27 Einsätze), Ian Bennett (10) und Andy Marriott (1) zum Einsatz. Um Spielpraxis zu sammeln, wurde er während seiner Zeit bei Birmingham mehrfach an unterklassige Teams verliehen. Bereits vor Erhalt seines Profivertrags half er in der Southern League Western Division bei den Bromsgrove Rovers und Halesowen Town aus, ab Anfang 2003 folgten zudem Leihaufenthalte beim FC Tamworth in der Southern League Premier Division und in der Conference bei Nuneaton Borough und dem FC Woking. Am Saisonende wurde sein einjähriger Profivertrag von Birmingham-Trainer Steve Bruce nicht mehr erneuert und Davies verließ den Klub nach insgesamt vier Jahren Zugehörigkeit.

### Weitere Profilaufbahn in England
Einen neuen Verein fand Davies mit dem Zweitligisten Bradford City, der den Torhüter aber umgehend für ein Jahr in die fünfte Liga an Halifax Town verlieh. Bei Halifax war er zu Saisonbeginn Stammkeeper, verlor diesen Platz aber im September nach der Verpflichtung des erfahrenen Torhüters Mark Cartwright. Die Leihe endete schließlich Mitte Oktober 2003, als er von Bradford wegen mehrerer verletzungsbedingter Ausfälle zurückbeordert wurde. Sein Pflichtspieldebüt in der Football League gab er schließlich am 31. Januar 2004 im Auswärtsspiel gegen den FC Gillingham, als er den in der 45. Minute des Feldes verwiesenen Torhüter Alan Combe vertrat. Zwei Monate später folgte sein zweiter Einsatz, das Spiel bei Sheffield United ging aber ebenfalls verloren. Der Abstieg des finanziell angeschlagenen Klubs stand bereits einige Wochen vor Saisonende fest und Bradford-Trainer Bryan Robson informierte Davies schon frühzeitig darüber, dass er von einer Weiterverpflichtung absehen wird.
Mit dem Drittligisten Bristol City fand Davies im Sommer 2004 einen neuen Arbeitgeber, blieb dort aber hinter dem langjährigen Stammkeeper Steve Phillips ohne Einsatz und verließ den Klub nach einem Jahr wieder. Davies rutschte im englischen Ligasystem erneut weiter hinab und schloss sich zur Saison 2005/06 dem Fünftligisten FC Woking an. Dort erhielt sein Konkurrent Shwan Jalal den Vorzug und Davies kam bis zu seinem Abgang am Saisonende nur zu zwei Ligaeinsätzen. Ob Davies die folgenden Jahre fußballerisch aktiv war, ist nicht bekannt. Um 2010 kehrte er nach Perth zurück und trat ab 2010 auch wieder fußballerisch in Western Australia in Erscheinung. Mit dem unterklassigen Klub Wanneroo City, gewann er 2013 die Meisterschaft der First Division. Zur Folgesaison schloss sich Davies dem klassenhöheren Klub Balcatta FC an, bei dem er nach 62 Ligaeinsätzen in drei Spielzeiten nach der Saison 2016 seine aktive Karriere beendete.

### Auswahlteams
Der Jugend-Auswahlspieler von Western Australia war nicht nur für Australien, sondern auch für die vier britischen Verbände international spielberechtigt. 2001 nahm Davies mit einer nordirischen U-18-Auswahl an einem Trainingslager in Österreich teil, eine Berufung in die nordirische U-19-Auswahl für die Qualifikation zur U-19-EM 2002 lehnte er aber ab, um sich seine internationale Zukunft offen zu halten. Im September 2002 nahm er mit der australischen Olympiaauswahl an einem Trainingslager in Deutschland teil und kam in einem Testspiel gegen Bayer 04 Leverkusen zu einem Teileinsatz. Zu weiteren Berufungen kam es anschließend allerdings nicht mehr.